# 湫坡头镇
湫坡头镇，是中华人民共和国陕西省咸陽市旬邑县下辖的一个乡镇级行政单位。

## 行政区划
湫坡头镇下辖以下地区：
湫坡头村、散集村、车门村、坪坊村、门家村、看花宫村、芝村、北崖头村、西洼村、椒村、太堡村、旮旯子村、甘家店村、罗家村和埝桥子村。